# Торри-деи-Сальвуччи
Торри-деи-Сальвуччи (итал. Torri dei Salvucci) или Башни Сальвуччи — башни-близнецы на Соборной площади в городе Сан-Джиминьяно.

## История и описание
Башни принадлежали влиятельному роду Сальвуччи, возглавлявшему партию гвельфов Сан-Джиминьяно. Семья обладала большим влиянием, и доказательством тому служит то, что она построила не одну башню, а две. Однако во время строительства башен оказалось, что их высота превысила 51 м (высота башни Роньоза), что запрещалось законом 1255 года. Сначала семья проигнорировала этот запрет, однако спустя некоторое время башню всё же пришлось укоротить в высоте.
Сальвуччи противостояли семье Ардингелли, возглавлявшей партию гибеллинов. Последняя, в подражание своим злейшим врагам, построили в другом конце площади свои две башни. Семья гибеллинов обогатилась торговлей и финансовыми операциями с Ломбардией и восточными странами.
Башни имеют квадратное основание, а в стенах - совсем небольшое количество прямоугольных окон. На первом этаже находятся узкие дверные проёмы, увенчанные архитравами.
Одна из башен сейчас является единственной жилой из 14 сохранившихся в Сан-Джиминьяно построек этого рода, и к тому же располагает элитным съёмным жильём. В башне 10 этажей, а её высота составляет 48 метров.